# ريه ماتسوموتو
ريه ماتسوموتو (باليابانية: 松本 怜) (مواليد 25 فبراير 1988)، هو لاعب كرة قدم ياباني سابق كان يلعب كلاعب وسط.

## وصلات خارجية
- ريه ماتسوموتو على موقع رابطة كرة القدم اليابانية للمحترفين (اليابانية)
- ريه ماتسوموتو على موقع قاعدة بيانات كرة القدم.إي يو (الإنجليزية)
- ريه ماتسوموتو على موقع Soccerway.com (الإنجليزية)
- ريه ماتسوموتو على موقع عالم كرة القدم.نت (الإنجليزية)
- ريه ماتسوموتو على موقع كووورة